# Américo Martín
Américo Gregorio Martín Estaba (Caracas, 1 de febrero de 1938-Ib., 17 de febrero de 2022) fue un abogado, político, escritor y exguerrillero venezolano. Fue militante del ala izquierdista radical del partido Acción Democrática en la década de 1960. En 1960 se escindiría en el Movimiento de Izquierda Revolucionaria (MIR) e inició la lucha armada con esta organización, aceptando después la pacificación propuesta por el presidente Rafael Caldera en 1971. Fue opositor al gobierno de Hugo Chávez (1999-2013), así como dirigente y negociador de la Coordinadora Democrática.

## Biografía

### Inicios en la política y conversión a la izquierda
Inició su carrera política a los quince años, durante la dictadura del general Marcos Pérez Jiménez, en las filas del partido Acción Democrática, ascendiendo hasta el cargo de dirigente juvenil dentro del partido. Después de la caída de Pérez Jiménez, se vio influenciado por la izquierda cubana liderada por Fidel Castro, que estaba en la lucha armada para derrocar a Fulgencio Batista. Esta influencia de la izquierda radical se fue haciendo más fuerte en los jóvenes que pertenecían al partido, comenzaron las luchas internas y el partido Acción Democrática se dividió.

### El Movimiento de Izquierda Revolucionaria y la lucha armada
Por su postura de izquierda radical fue expulsado de AD al dividirse el partido. Cerca de esas mismas fechas fue nombrado Presidente de la Federación de Centro de Estudiantes de la Universidad Central de Venezuela.
Al salir definitivamente de AD funda en 1960, junto con otros jóvenes de izquierda, el Movimiento de Izquierda Revolucionaria y en 1962 son inhabilitados políticamente por el gobierno de Rómulo Betancourt, lo que los hace asumir la lucha armada que duró hasta el primer gobierno de Rafael Caldera.
Viajó a Cuba en 1959 recién derrocado Batista y tuvo la oportunidad de mantener conversaciones tanto con Fidel y Raúl Castro, como con el Che Guevara. Regresa a Cuba nuevamente en 1964 y 1965, para vivir más de cerca la experiencia cubana, ya que se encontraba en la clandestinidad en Venezuela y en plena lucha guerrillera por los ideales que defendía.

### Pacificación y era chavista
Fue congresista en el período de 1978 a 1983. Como dirigente opositor al gobierno de Hugo Chávez forma parte de la Coordinadora Democrática y al firmar el decreto de Pedro Carmona validaba el Golpe de Estado en Venezuela de 2002. Al retornar Chávez al poder fungió como "representante de la sociedad civil" en la Mesa de Negociación y Acuerdos de 2002 con el expresidente de la Organización de los Estados Americanos (OEA), César Gaviria, como mediador, y con Nicolás Maduro y otros personeros para intentar consensuar, una salida beneficiosa para los que habían impulsado el golpe de Estado de abril y el entonces activo paro petrolero. Fue miembro del partido Un Nuevo Tiempo. El 5 de julio de 2016 pronunció un discurso en la Asamblea Nacional recién electa de mayoría opositora, por motivo de celebración de aniversario del Acta de la Declaración de Independencia de Venezuela.

### Muerte
Américo Martín fallece el día miércoles 17 de febrero de 2022 a los 84 años de edad.

## Obra
- Marcuse y América ¿Se aburguesa la clase obrera? (Ediciones Rocinante, 1969. Caracas, Venezuela)
- Los Peces Gordos (Vadell Hermanos Editores, 1975. Valencia, Venezuela)
- El Estado Soy Yo (Vadell Hermanos Editores, 1977. Valencia, Venezuela)
- El Socialismo No es una Religión (Editorial Ateneo de Caracas, 1979. Caracas, Venezuela)
- El Gran Viraje. Auge y Caída (Editorial Buchivacoa, 1995. Caracas, Venezuela)
- América y Fidel Castro (Editorial PANAPO, 2001. Caracas, Venezuela)
- América y Fidel Castro (Ediciones Universal, 2001. Miami EE. UU.)
- La Espada y El Escudo. Ensayo sobre diez poetas venezolanos (Vismas Editores, 2004. Caracas, Venezuela)
- La Pesada Planta del Paquidermo (2005, Ediciones Grijalbo, ISBN 980-640-660-5)
- La sucesión de Castro: una herida abierta (2006, Alfa Grupo Editorial, ISBN 980-354-204-4)
- Socialismo del Siglo XXI. ¿Huida en el laberinto? (En sociedad con Freddy Muñoz. Editorial Alfa, 2007. Caracas, Venezuela)
- La Violencia en Colombia (Editorial CEC S.A. Libros El Nacional, 2010. Caracas, Venezuela).
- Huracán sobre el Caribe: de Fidel a Raúl (2013, Universidad Católica Andrés Bello, ISBN 980-354-204-4)
- Memorias (Editorial Libros Marcados):
  - Ahora es cuando (2013)
  - La terrible década de los 60 (2013)